# 﨑村耕二
﨑村 耕二（さきむら こうじ、1957年12月 - ）は、日本の英語学者。日本医科大学名誉教授、京都工芸繊維大学名誉教授。専門は、テクスト分析、言語表現論、英文学。

## 経歴
福岡県出身。福岡県立福岡高等学校、西南学院大学文学部英文学科卒業。九州大学大学院文学研究科修士課程修了。
1985年（昭和60年）高知大学人文学部講師
1991年（平成3年）同大学 助教授
1991年‐1992年　文部省在外研究員としてオックスフォード大学に留学（1992年ウルフソン・コレッジ客員研究員）
2001年（平成13年）高知大学 教授
2002年（平成14年）京都工芸繊維大学教授（のち名誉教授）
2013年-2023年　日本医科大学 教授
2023年4月（令和5年）日本医科大学 名誉教授
2023年4月（令和5年）青山学院大学 経営学部 非常勤講師

## 著書
- 論理的な英語が書ける本（大修館書店）2009年7月
- 最新 英語論文によく使う表現 基本編（創元社）2019年7月 ISBN 978-4422810867
- 最新 英語論文によく使う表現 発展編（創元社）2019年7月 ISBN 978-4422810874
- インテグレート英単語 教養で学ぶ語彙・文法・語法（研究社）2019年7月 ISBN 978-4327452865
- コンパスローズ和英ライティング辞典 﨑村耕二監修（研究社）2023年3月 ISBN 978-4767420370